# 92 v. Chr.
Portal Geschichte | Portal Biografien | Aktuelle Ereignisse | Jahreskalender | Tagesartikel

◄ |
2. Jahrhundert v. Chr. |
1. Jahrhundert v. Chr. |
1. Jahrhundert |
►

◄ | 110er v. Chr. | 100er v. Chr. | 90er v. Chr. | 80er v. Chr. |
70er v. Chr. |
►

◄◄ | ◄ | 95 v. Chr. | 94 v. Chr. | 93 v. Chr. | 92 v. Chr. |
91 v. Chr. |
90 v. Chr. |
89 v. Chr. |
► |
►►
Staatsoberhäupter

## Ereignisse
- Der römische Feldherr Sulla schlägt Tigranes II. von Armenien in Kappadokien zurück.

## Geboren
- um 92 v. Chr.: Liu He, chinesischer Kaiser († 59 v. Chr.)
- um 92 v. Chr.: Publius Clodius Pulcher, römischer Politiker († 52 v. Chr.)

## Gestorben
- Antiochos XI., König des Seleukidenreiches (* um 115 v. Chr.)